# Alexander Bangiev
Alexander Bangiev (russisch Александр Юрьевич Бангиев; * 16. November 1946 in Stalinabad, UdSSR) ist ein deutscher Schachspieler, -trainer und -autor, der aus Tadschikistan stammt. Er ist durch die von ihm entwickelte, umstrittene Bangiev-Methode bekannt.

## Werdegang
Alexander Bangiev lebt seit 1992 in Deutschland. Er wurde erstmals 1994 Niedersächsischer Meister und errang diesen Titel erneut 1995, 1996 und 1998. Im Jahre 1994 wurde ihm der Titel eines Internationalen Meisters verliehen.
In der Saison 1992/93 spielte er für den Bielefelder SK in der Bundesliga. 1993 wechselte er zu Isernhagen, spielte in der Oberliga und zeitweise in der 2. Bundesliga. Nach langer Spielpause schloss er sich 2005 dem PSC Hannover (seit 2012 Schachabteilung von Hannover 96) an. Mehrmals nahm er an Endrunden zur Deutschen Meisterschaft teil.
Seine Tätigkeit beschränkt sich in den letzten Jahren auf die Trainingsarbeit (C- und B-Trainingslizenz des DSB) und die Entwicklung einer Denkmethode.
| Die zur Anzeige dieser Grafik verwendete Erweiterung wurde dauerhaft deaktiviert. Wir arbeiten aktuell daran, diese und weitere betroffene Grafiken auf ein neues Format umzustellen. (Mehr dazu) |

## Bangiev-Methode
Bangiev ist der Entwickler der sogenannten Bangiev-Methode oder „B-Methode“. Sie ist seiner Ansicht nach eine Theorie und Denkmethode für jedes Stadium einer Schachpartie und führt bei richtiger Anwendung angeblich automatisch zu bekannten, aber dann verstandenen, Eröffnungszügen beziehungsweise Abwicklungen im Mittelspiel oder im Endspiel. Sie gibt vor, eine wissenschaftliche Anleitung zum schachlichen Denken zu geben.
Sie setzt sich aus drei Komponenten zusammen:
- Theorie: Die Felderstrategie, eine Schachtheorie, die vom Primat der Felder ausgeht. Es wird davon ausgegangen, dass es bestimmte Felder gibt, die während der ganzen Partie ihre strategische bzw. spielbestimmende Bedeutung behalten.
- Methode: Die Felder-Zug-Denkmethode, eine Methode des schachlichen Denkens, die auf der Felderstrategie beruht. Ausgehend von den wichtigen Feldern bestimmter Stellungstypen sollen die in Frage kommenden Züge untersucht werden.
- Praxis: Schachtraining, das in der Felderstrategie gründet, in der Anwendung der Felder-Zug-Denkmethode besteht und bei dem die eigene Denktechnik systematisch trainiert werden soll.

## Kritik an der Bangiev-Methode
Die Bangiev-Methode wird vielfach kritisiert. Ein Einwand lautet, die Methode sei eindimensional und funktioniere nur bei eigens dafür ausgewählten Partien. Der generelle Nutzen sei zweifelhaft.
Der schottische Großmeister Jonathan Rowson bezeichnet das Konzept der Felderstrategie als „verwirrend“ und „inkohärent“. Er empfiehlt, sich davon fernzuhalten.
Auch einige andere Schachtrainer wie FM Uwe Kersten und FM Wilhelm Schlemermeyer († 2010) raten nachdrücklich von dieser Methode ab.

## Werke
- Developments in the King’s Gambit 1980–88, Quadrant Marketing Ltd, London 1989
- Developments in the Sicilian 2. f4 1980–88, Quadrant Marketing. Ltd, London 1989
- Das angenommene Königsgambit mit 3. Sc3, Verlag Reinhold Dreier, Ludwigshafen 1993 (zusammen mit Volker Hergert)
- Das angenommene Königsgambit. Die Logik, Verlag Reinhold Dreier, Ludwigshafen 1996
- Die Logik des abgelehnten Königsgambits, Verlag Ellen Harenberg-Labs, Hannover 1999, ISBN 3-89042-034-6
- Die Tarrasch-Verteidigung, CD-ROM, ChessBase GmbH, Hamburg 1999
- Das Gambit-Lexikon, CD-ROM, ChessBase GmbH, Hamburg 1999
- Das Königsgambit, CD-ROM, ChessBase GmbH, Hamburg 1999, ISBN 3-932466-62-4
- Die Philidor-Verteidigung, CD-ROM, ChessBase GmbH, Hamburg 2002, ISBN 3-935602-36-7
- Felderstrategie 1, Taktik, CD-ROM, ChessBase GmbH, Hamburg 2004, ISBN 3-937549-17-X
- Felderstrategie 2, Eröffnung, CD-ROM, ChessBase GmbH, Hamburg 2005, ISBN 3-937549-46-3
- Felderstrategie 3, Mittelspiel, CD-ROM, ChessBase GmbH, Hamburg 2005, ISBN 3-937549-55-2
- Eröffnungsrepertoire für Schwarz, CD-ROM, ChessBase GmbH, Hamburg 2006, ISBN 3-937549-81-1
- Weiß-Repertoire 1. e4, CD-ROM, ChessBase GmbH, Hamburg 2006, ISBN 3-935602-65-0
- Felderstrategie für Morra-Gambit, Silbersaiten Verlag, Hildesheim 2006, ISBN 3-939345-04-0
- Felderstrategie: Taktik, Silbersaiten Verlag, Hildesheim 2006, ISBN 3-939345-05-9
- Felderstrategie: Denkmethode, Silbersaiten Verlag, Hildesheim 2006, ISBN 3-939345-06-7
- Der Kinder-Schachlehrgang: Heft 1: Schachregeln, Silbersaiten Verlag, Hannover 2010, ISBN 978-3-939345-35-0
- Der Kinder-Schachlehrgang: Heft 2: Matt dem König!, Silbersaiten Verlag, Hannover 2010, ISBN 978-3-939345-36-7